# Nyctiphantus nocturnus
Nyctiphantus nocturnus là một loài bọ cánh cứng trong họ Chrysomelidae. Loài này được Semenov miêu tả khoa học năm 1891.